# Блюбарелла: Супервумен
«Блюбарелла: Супервумен» (англ. Blubberella) — пародія на фільм «Бладрейн 3: Третій Рейх».

## Сюжет
Блюбарелла, напівлюдина-напіввампір, дівчина з надмірною вагою, чиї кроки викликають вибухи і чиї мечі використовуються проти тих, хто висміює її. Опинившись у Німеччині під час Другої світової війни, ця товстушка граючи розправляється з німецькими солдатами.

## У ролях
- Ліндсей Холлістер — Блюбарелла
- Майкл Паре — Комендант
- Віллам Беллі — Вадге
- Брендан Флетчер — Натаніель Грегор
- Аннетт Калп — Магда Маркович
- Клінт Говард — Доктор Манглер
- Стеффен Меннекс — лейтенант Каспар Джагер
- Арвед Бірнбаум — режисер
- Сафія Кейгін — Слутлана
- Нік Голдман — бармен
- Уве Болл — Гітлер
- Даворка Товіло — повія
- Дора Ліповкан — повія
- Катаріна Брозінчевіч — масажистка
- Люка Перос — Борис
- Горан Маніч — вампір
- Борис Бальта — Ульріх